# Musawarat
Musawarat es Safra (trascritto anche come Al-Musawarat Al-Sufra, e in altre varianti) è un sito archeologico del Sudan, a venti miglia da Meroe. Vi si trovano i ruderi di un edificio del periodo meroitico del Regno di Kush, risalente al I secolo d.C., che potrebbe essere un palazzo reale o un tempio. Dell'edificio rimangono le fondazioni e parte delle mura, e una ventina di colonne. Fra le regine kushite che probabilmente vissero a Musawarat ci sono Amanirena, Manaishakhete, Naldamak e Amanitere.